# Stanisław Sikora (rzeźbiarz)

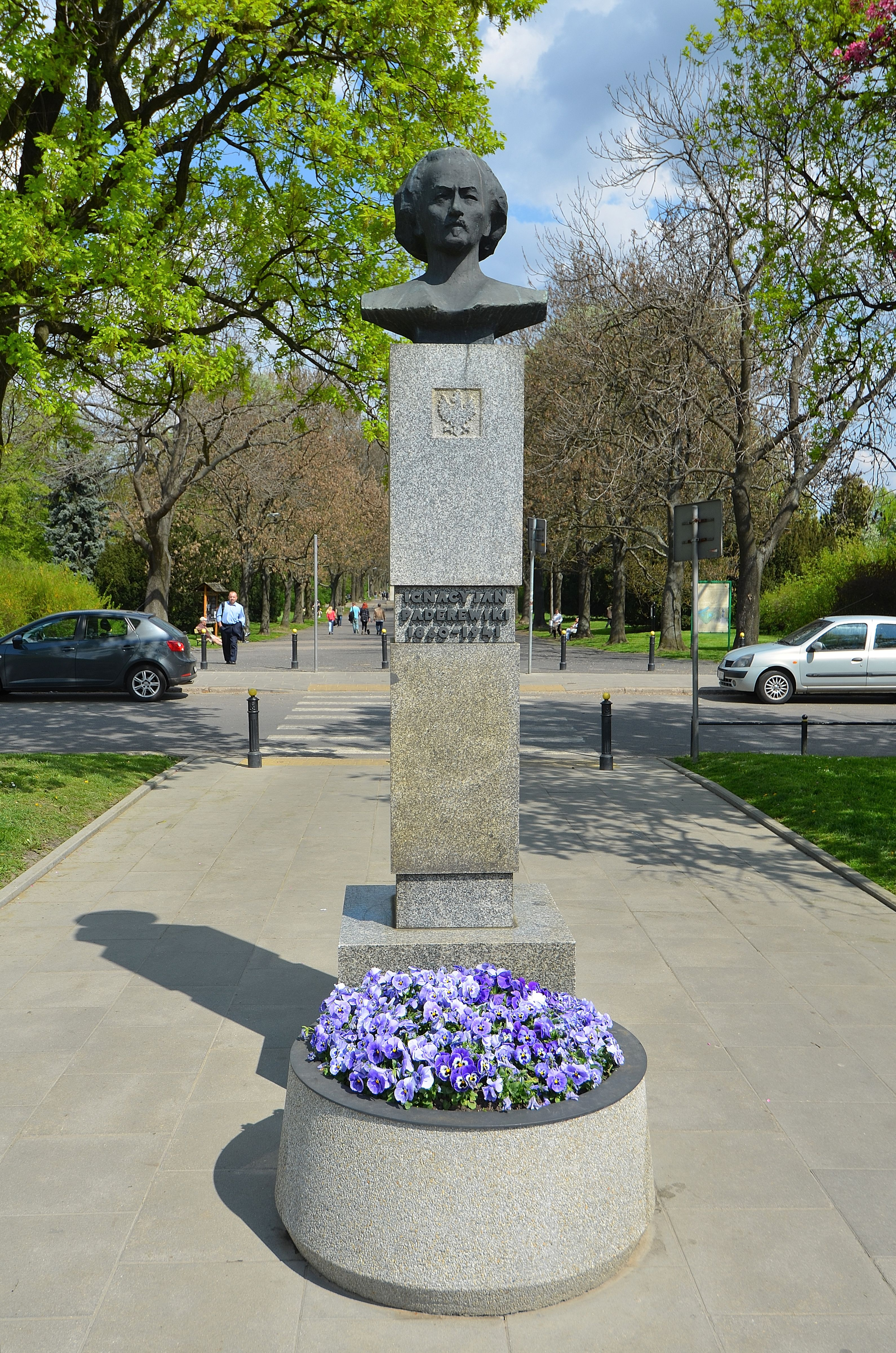
Popiersie Ignacego Jana Paderewskiego przed wejściem do parku Skaryszewskiego w Warszawie

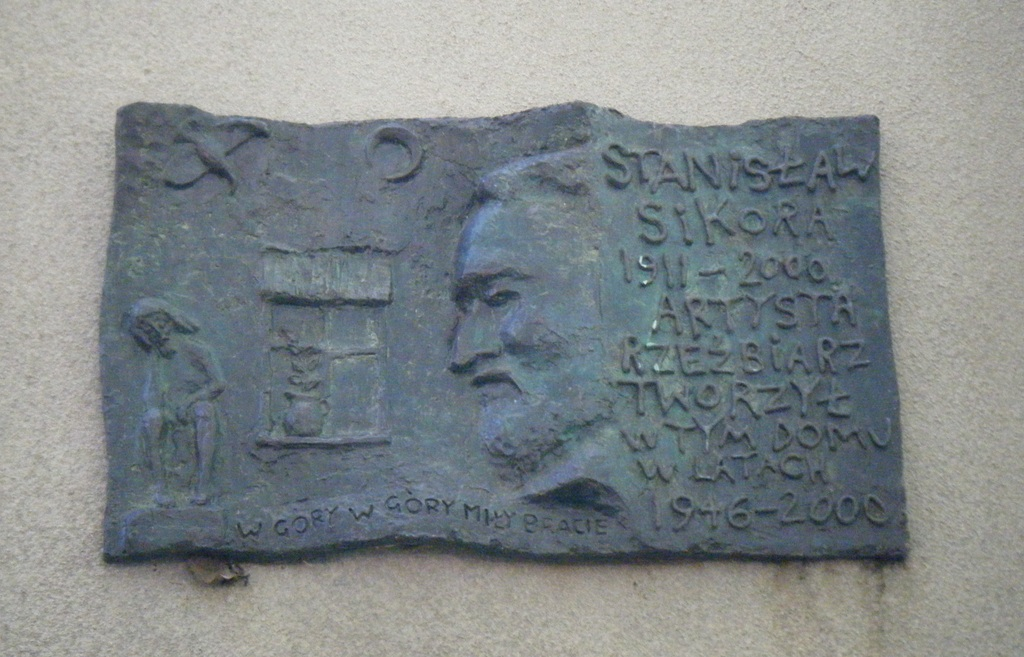
Tablica upamiętniająca Stanisława Sikorę przy ul. Obrońców 28/30 w Warszawie

Stanisław Sikora (ur. 17 listopada 1911 w Stryszawie, zm. 22 sierpnia 2000 w Warszawie) – polski rzeźbiarz i medalier, poeta i sportowiec. Autor licznych pomników, rzeźb, medali i tablic pamiątkowych. 

## Życie i twórczość
Urodził się w rodzinie Jana i Katarzyny z Leńczowskich. Nauki pobierał m.in. w zakopiańskiej Szkole Przemysłu Drzewnego i warszawskiej Akademii Sztuk Pięknych. Był uczniem Tadeusza Breyera, twórcy warszawskiej szkoły rzeźby. Jeszcze przed wojną – wraz z Maksymilianem Potrawiakiem i Janem Bogusławskim – brał udział w pracach przy Mauzoleum Gustawa Orlicz-Dreszera w Gdyni.
Od 1946 mieszkał i tworzył na Saskiej Kępie w Warszawie. Zrealizował m.in. pomnik Czynu Chłopskiego w Warszawie (1969) oraz popiersia: Bolesława Prusa, Stefana Żeromskiego, Ignacego Jana Paderewskiego i Fryderyka Chopina. Jego autorstwa były także płaskorzeźby umieszczone na fasadzie kina „Praha”. Wspólnie z Teodorem Bursche zrealizował pomnik ku czci Polaków pomordowanych w b. obozie koncentracyjnym w Mauthausen. Jest także autorem rzeźby na nagrobku Stefana Jaracza na cmentarzu Powązkowskim.
Zaprojektował dwie monety kolekcjonerskie wybite w postaci prób niklowych:
- 10 złotych 1969 25-lecie PRL[9][10],
- 10 złotych 1970 Dwudziestopięciolecie powrotu do macierzy 1945–1970[11],

wybite również w wersjach miedzioniklowych (po 22 sztuki).
Stała ekspozycja jego prac przez lata znajdowała się w Muzeum Miejskim w Żywcu, zaś od 2021 mieści się w Stryszawie.
Uczestnik ponad 400 wystaw, krajowych i zagranicznych, w tym 22 indywidualnych. 
W 1999 opublikowano jego autobiografię Jedno życie i Szkicowanie myśli.

## Ordery i odznaczenia
- Krzyż Kawalerski Orderu Odrodzenia Polski (1969)
- Złoty Krzyż Zasługi (11 lipca 1955)[16]
- Medal 10-lecia Polski Ludowej (19 stycznia 1955)[17]
- Brązowy Medal „Za zasługi dla obronności kraju” (1968)
- Medal ZAiKS-u (1993, 1998)[18]
- Odznaka Honorowa ZAiKS-u (1969)[18]